# Solanum citrinum
Solanum citrinum är en potatisväxtart som beskrevs av Michael Nee. Solanum citrinum ingår i släktet skattor som ingår i familjen potatisväxter. Inga underarter finns listade i Catalogue of Life.